# 氯金酸钾
氯金酸钾是钾的氯金酸盐，化学式 K[AuCl4]。

## 性质
氯金酸钾是无臭的金色粉末，对光敏感。它的熔点约为300 °C。氯金酸钾是单斜晶系的，空间群 Pc (No. 7)，晶格参数 a = 8.671 Å、b = 6.386 Å、c = 12.243 Å和β= 95.37°。

## 危害
氯金酸钾会刺激皮肤、眼睛或呼吸道。它会和氨 NH3、强氧化剂和金属粉末剧烈反应。燃烧氯金酸钾会产生氯化氢气体。